# Real salvadoreño
El real fue la moneda de El Salvador hasta 1877.

## Historia
El real español colonial circuló junto con el real salvadoreño. Entre 1828 y 1835, las monedas fueron emitidas específicamente para El Salvador. Desde 1830, varias monedas extranjeras fueron estampadas con un distintivo para su uso en El Salvador. En 1877, los billetes denominados en pesos se introdujeron, quedando una tasa de cambio de 8 reales = 1 peso. El real dejó de ser utilizado en 1889, cuando El Salvador decimalizó su moneda, el peso salvadoreño.

## Monedas
Las monedas de plata fueron emitidas entre 1828 y 1835 en denominaciones de ½, 1, 2 y 4 reales. Todas tenían un diseño de una montaña en una de sus caras, con la inscripción "Moneda provisional". Además, las monedas extranjeras fueron estampadas con un distintivo. Algunas monedas de seis peniques y 1 chelin británicas se les colocó un distintivo también.